# Muïzz al-Dawla
Abu-l-Hussayn Àhmad ibn Abi-Xujà Fanakhusraw Buya Muïzz-ad-Dawla (915/916 - 967) fou un dels tres emirs buwàyhides originals, fundadors de la dinastia. Estava inicialment al servei del seu germà Ali ibn Abi Shudja Fanakhusraw Buya conegut com a Imad-ad-Dawla, que s'havia apoderat de l'Iran central i del sud. Abu-l-Hussayn Ahmad va conquerir Kirman el 935.
El amir al-umara de Bagdad, Ibn Raik, va decidir restaurar el poder central a al-Ahwaz, on governava Abu-Abd-Al·lah Àhmad ibn al-Baridí, el qual es va refugiar amb el governant de Fars, l'amir  Alí ibn Abi-Xujà Fanakhusraw Buya (Alí ibn Buwayh), del que va obtenir suport, i que va enviar al seu germà Abu-l-Hussayn Ahmad al Khuzestan. Abu-Abd-Al·lah es va reconciliar amb Ibn Raik que li va retornar la recaptació a la província. Ibn Raik no va tardar a enfrontar-se a un rival, el turc Bàjkam, i Abu-Abd-Al·lah va jugar entre els dos bàndols, donant suport a un o l'altre segons el moment. Quan el 938 Bàjkam va triomfar i va obtenir el càrrec de visir, es va enfrontar amb Abu-Abd-Al·lah, i llavors Abu-l-Hussayn Àhmad el va combatre. Abu-Abd-Al·lah va poder conservar la província pagant un tribut però aviat es va enfrontar a Abu-l-Hussayn Ahmad que el va derrotar (939-941) i es va apoderar del govern de Khuzestan que va governar en nom del seu germà Ali. A partir del 943/944 va iniciar des del Khuzestan diverses operacions cap al sud de Mesopotàmia sense gaire èxit. Però després va aconseguir el suport del governador de Wasit que li va obrir el camí cap a Bagdad i allí va imposar al califa al-Mustakfí (944-946) el seu nomenament com amir al-umara el 21 de desembre del 945 rebent el lakab de Muizz-ad-Dawla amb el qual serà universalment conegut. El seu germà Ali va rebre al mateix temps el lakab d'Imad-ad-Dawla i un tercer germà, Hasan, va rebre el de Rukn-ad-Dawla. Els buwàyhides eren xiïtes de la branca zaidita.
El 29 de gener del 946 Muïzz-ad-Dawla va deposar i arrestar al califa i va nomenar al seu lloc a al-Mutí (946-974) que va tenir en arrest vigilat fins a l'estiu a l'espera de la consolidació del seu poder. Finalment per mitjà d'un tractat que establia les obligacions de cadascun, fou alliberat. Algunes províncies no van reconèixer immediatament al nou califa i els samànides van fer la khutba en nom d'al-Mustakfí fins al 955 (de fet al-Mustakfí va morir el 949).
Muïzz-ad-Dawla tenia el càrrec més important de l'Iraq però en canvi estava subordinat al seu germà Imad-ad-Dawla de Siraz. Així a les monedes encunyades a l'Iraq apareixen els noms dels dos germans sense títol, i a les encunyades a Fars, Imad-ad-Dawla apareix com amir al-umara. El 946 va fer un tractat de pau amb els hamdànides de Mossul.
Abu-l-Qàssim ibn Abi-Abd-Al·lah al-Baridí, fill d'Abu-Abd-Allah Àhmad ibn al-Baridí, va succeir en el govern de Bàssora al seu pare quan aquest va morir el juny del 945. El 947 Muïzz-ad-Dawla es va apoderar de Bàssora, i Abu-l-Qàssim va haver de fugir cap als dominis dels càrmates de Bahrayn. En canvi no va tenir èxit a la Batiha que va envair el mateix 947, perquè a causa de la configuració de les maresmes les seves forces no van poder controlar el territori i diverses vegades foren atretes a paranys; en una data entre 950 i 960 Muïzz-ad-Dawla va nomenar al cap beduï de la Batiha, Imran ibn Shahin, com a governador de la regió, i tot i el càrrec que ocupava es va seguir dedicant al bandidatge. El 948 els dos germans Muïzz-ad-Dawla i Imad-ad-Dawla es van reunir a Arradjan per discutir sobre l'estructura del domini buwàyhida. El 949 va tenir la primera guerra de Muïzz contra els hamdànides.
El 953 va defensar Bàssora d'un atac combinat dels càrmates i els wadjíhides d'Oman. El 955 va patir greument de priapisme i això el va impulsar a nomenar al seu fill Bakhtiyar (futur Izz-ad-Dawla) com a successor. El 956 Oman es va sotmetre als buwàyhides encara que la submissió fou nominal i el domini efectiu no es va produir fins al temps d'Àdud-ad-Dawla. En aquest any va restaurar el sistema d'irrigació que havia estat descuidat durant anys. El 959 va tenir la segona guerra contra els hamdànides. Les tropes daylamites que havien estat la base del seu poder cada cop eren menys de refiar. Tres vegades es van amotinar o van conspirar contra Muïzz-ad-Dawla, i aquest va recórrer a mercenaris turcs als que pagava amb els ingressos d'alguns districtes de l'Iraq i amb el sistema d'iqtàs o feus que concedia als caps, però com que aquests a partir del seu regnat es concedien sense obligació de pagar impostos, els ingressos de l'estat havien d'acabar baixant.
Va combatre per tercer cop als hamdànides el 964, any en què va permetre als xiïtes duodecimans de celebrar per primer cop les seves festes religioses de manera oficial i sota protecció de l'estat. El 967 va iniciar una nova campanya a la Batiha durant la qual es va posar malalt i va tornar a Bagdad on va morir l'1 d'abril del 967. Fou enterrat al santuari d'al-Kazimayn.
Estava casat amb la fill d'Ispahdost, un notable de Daylam, i va deixar quatre fills, Bakhtiyar, al-Habashi, Abu-Ishaq Ibrahim i Abu-Tàhir. Va tenir també almenys una filla de nom Zubayda, que es va casar amb el seu cosí Muàyyid-ad-Dawla (fill de Rukn-ad-Dawla).